# 시무캇푸역
시무캇푸역(일본어: 占冠駅)은 일본 홋카이도 유후쓰 군 시무캇푸촌에 위치한 홋카이도 여객철도 세키쇼 선의 철도역이다. 역 번호는 K21이며, 단선 · 섬식의 형태를 합친 2면 3선 구조의 복합 승강장을 갖춘 지상역이다.

## 타는 곳
| 1 | ■ 세키쇼 선 | 상행 | 신유바리 · 미나미치토세 · 삿포로 방면 |             |
| 2 | ■ 세키쇼 선 | 하행 | 신토쿠 · 오비히로 · 구시로 방면       |             |
| 3 | ■ 세키쇼 선 |      | 임시열차 · 화물열차                   | (대피 열차) |

## 역 주변
- 도토 자동차도 시무캇푸 나들목
- 국도 제237호선

## 역사
- 1981년 10월 1일 : 일본국유철도의 역으로서 개업. 여객 취급만.
- 시기 불명 : 에키벤의 판매를 폐지.
- 1986년 11월 1일 : 간이 위탁화, 시무캇푸 촌이 역 업무를 수탁.
- 1987년 4월 1일 : 일본국유철도 분할 민영화에 의해, 홋카이도 여객철도가 승계.

## 인접 역
| 홋카이도 여객철도 세키쇼 선     | 홋카이도 여객철도 세키쇼 선 | 홋카이도 여객철도 세키쇼 선 |
| ------------------------------- | --------------------------- | --------------------------- |
| K 20 신유바리 미나미치토세 방면 | ■ 세키쇼 선                 | 도마무 K 22 신토쿠 방면     |